# Альфонсо Апарісіо
Альфонсо Апарісіо Гутьєррес (ісп. Alfonso Aparicio Gutiérrez, 14 серпня 1919, Сантандер — 1 лютого 1999, Мадрид) — іспанський футболіст, що грав на позиції захисника, зокрема за мадрыдськый «Атлетіко» та національну збірну Іспанії. По завершенні ігрової кар'єри — тренер.

## Клубна кар'єра
У дорослому футболі дебютував 1934 року виступами за команду «Атлетіко», в якій провів дванадцять сезонів, взявши участь у 214 матчах чемпіонату. Двічі, у 1940 і 1941 роках, ставав у складі «матрасників» чемпіоном Іспанії. 
Завершував ігрову кар'єру у португальській «Боавішті», за яку виступав протягом 1952—1953 років.

## Виступи за збірну
1945 року дебютував в офіційних матчах у складі національної збірної Іспанії.
Загалом протягом п'ятирічної кар'єри в національній команді провів у її формі 8 матчів.

## Кар'єра тренера
Розпочав тренерську кар'єру, повернувшись до футболу після невеликої перерви, 1959 року, очоливши тренерський штаб клубу «Леванте».
1960 року тренував «Райо Вальєкано», а останнім місцем його тренерської роботи був «Атлетіко Балеарес», головним тренером команди якого Альфонсо Апарісіо був з 1961 по 1962 рік.
Помер 1 лютого 1999 року на 80-му році життя в Мадриді.

## Титули і досягнення
- Чемпіон Іспанії (2):

«Атлетіко»: 1939-1940, 1940-1941